# Мустафаев, Байрам Бахтияр оглы
Байрам Бахтияр оглы Мустафаев (азерб. Bayram Bəxtiyar oğlu Mustafayev; род. 23 мая 1987, Баку) — азербайджанский дзюдоист-паралимпиец, выступающий в весовой до 66 килограмм и категории слепоты B2, двукратный чемпион мира (2014 и 2018) и трёхкратный чемпион Европы в личном зачёте (2011, 2013 И 2015), участник Всемирных игр 2011 (5-е место). Представлял Азербайджан на Паралимпийских играх 2012 года в Лондоне и на Паралимпийских играх 2016 года в Рио-де-Жанейро, на которых завоевал серебряную медаль.
В сентябре 2016 года Мустафаев распоряжением президента Азербайджана Ильхама Алиева за высокие достижения на XV летних Паралимпийских играх в Рио-де-Жанейро, а также за заслуги в развитии азербайджанского спорта был награждён орденом «За службу Отечеству» III степени.
На чемпионате Европы 2017 года Мустафаев завоевал серебряную медаль. В этом же году стал серебряным призёром Исламских игр солидарности, проходивших в Баку, где в финале уступил своему соотечественнику Эльчину Талыбову.
В 2018 году принял участие на чемпионате мира в Португалии, где стал чемпионом в весовой категории до 66 кг. На этом же чемпионате Мустафаев в составе мужской сборной Азербайджана стал бронзовым призёром командного турнира.
В 2019 году в Генуе Мустафаев выиграл чемпионат Европы среди слепых и слабовидящих в своей весовой категории (до 66 кг), а также стал чемпионом Европы в составе смешанной сборной Азербайджана.